# Occupation française de Malte
1798–1800
Entités précédentes :
- Malte hospitalière

Entités suivantes :
- Protectorat de Malte
- Nation gozitaine

L’occupation française de Malte désigne la période où l'archipel maltais fut pris puis administré par la République française, de 1798 à 1800.

## Historique
En 1792, la Révolution française confisque les biens français des Hospitaliers, comme ceux de tous les autres ordres religieux. Le Grand prieuré de France est dissous cette même année et l'Ordre perd alors les trois quarts de ses revenus en France. En 1793, Malte échappe de peu à une révolte fomentée par des espions de la Convention.
Le 19 mai 1798, Bonaparte en route pour la campagne d'Égypte, quitte Toulon avec le gros de la flotte française et parvient à échapper à la flotte britannique de Nelson. Il se présente devant La Valette en demandant de faire aiguade (remplir les barriques d'eau) et devant le refus du grand maître de laisser entrer dans le port plus de quatre bateaux à la fois, Bonaparte s'empare de Malte, les 11 et 12 juin 1798, assurant ainsi ses communications ultérieures avec la métropole. Le 19 juin 1798, la flotte française met le cap sur Alexandrie, après avoir laissé une garnison de trois mille hommes sur place.
Face à l'occupation française, le peuple maltais cherche un appui auprès du roi de Naples et de l'ennemi du moment des Français, l'Angleterre. Celle-ci dépêche le capitaine Alexander Ball à la tête d'une flotte. Les Français sont bloqués sur la terre par les Maltais et sur la mer par les Anglais. Le 5 septembre 1800, la garnison française fait reddition au capitaine Ball alors nommé gouverneur de l'archipel au nom de sa majesté le roi des Deux-Siciles.

## Contexte historique
Malte va apparaitre aux yeux des nations comme un fruit mûr prêt à être cueilli en cette fin du XVIIIe siècle.

### Décadence de l'ordre de Saint-Jean de Jérusalem

Armoiries de l'Ordre de Saint-Jean de Jérusalem.

L'ordre de Saint-Jean de Jérusalem était né comme ordre hospitalier des pèlerinages en Terre sainte, s'était développé comme ordre militaire des croisades, avait sauvé son existence et son indépendance, à la différence des Templiers, en devenant souverain de l'île de Rhodes. Son installation à Malte, après son éviction de Rhodes, en avait fait la première puissance maritime de la Méditerranée. Mais année après année, les « caravanes » (les opérations contre les musulmans infidèles) se limitaient en raids contre les barbaresques d'Alger, de Tunis ou de Tripoli, puis de razzias sans gloire contre les berbères aux salines de Zuara ou dans les golfes de Tunis ou d'Hammamet, pour enfin se transformer en convoyage des « responsions » (les revenus des propriétés continentales).
L'ordre de Saint-Jean de Jérusalem justifiait de moins en moins son surnom de « La Religion ». Son grand maître avec son statut de cardinal était devenu prince de Malte. Les oppositions étaient régulières entre l'Ordre, l'Église et les inquisiteurs. Les chevaliers respectaient de moins en moins leurs vœux ; en dehors des caravanes, les chevaliers fréquentaient plus souvent les bars du port que l'auberge de la langue, ils pratiquaient plus les jeux de cartes et le billard que les offices religieux, ils fréquentaient plus régulièrement les femmes que les servants, quand ils ne se querellaient pas et se battaient en duel. Une loge maçonnique existait à Malte depuis 1785.
L'Ordre gardait toujours la meilleure réputation sanitaire et hospitalière. La sacrée infirmerie de La Valette, terminée en 1712, était certainement l'une des meilleures. La « quarantaine » était la plus courue de la Méditerranée, le commerce d'Orient préférait transiter par Malte où sa patente sanitaire était reconnue dans tous les ports d'Occident.
« Un mémoire remis au grand maître Manoel Pinto da Fonseca en 1761 démontrait que si Malte était la plus grande place d'armes du monde, elle ne pourrait en tout cas résister par elle-même à une grande puissance, si elle était attaquée. »

### Mécontentement des Maltais
Comme dans toute l'Europe, les Maltais s'ouvraient aux Lumières et les notables prenaient conscience du statut dans lequel l'ordre de Saint-Jean de Jérusalem les maintenait. Les Jésuites avaient ouvert un collège en 1592 où ils instruisaient la bourgeoisie, les armateurs, les commerçants. Une fois ceux-ci chassés en 1768, une université dite des études avait été créée avec leurs revenus, et une vie intellectuelle existait dans les classes supérieures de la société maltaise. Un théâtre avait été construit à La Valette en 1731 et une bibliothèque est ouverte en 1761 avec le fond du chevalier de Tencin et l'imprimerie royale française envoie à la bibliothèque maltaise un exemplaire de chacune de ses publications. Elle s'enrichit aussi avec les livres provenant des dépouilles des Chevaliers.
L'évêque, l'inquisiteur et le clergé de Malte soutenaient les demandes des notables mais aussi du peuple. Les premiers reprochaient à l'Ordre de ne pas accepter qu'ils puissent servir comme chevaliers, les seconds que les prix des grains fixés par le grand maître étaient trop élevés ou que les services de milice étaient toujours aussi importants malgré la fin des razzias, et tous, que l'Ordre ne respectait pas les anciennes franchises et privilèges qu'il s'était pourtant engagé à respecter et demandaient le rétablissement du « Conseil populaire » disparu avec la prise de possession des îles par l'Ordre.
Déjà, l'Ordre avait dû faire face à deux insurrections populaires. En 1775, les chevaliers durent mater une tentative de coup-d'état menée par un prêtre, Gaetano Mannarino, comme une autre insurrection réprimée en 1784. En 1797, au moment de l'élection du nouveau grand-maître, une nouvelle insurrection, très certainement inspirée par le Directoire, tente d'obtenir une réforme du gouvernement de l'île par l'ordre de Saint-Jean de Jérusalem. Après l'élection de Hompesch, l'Ordre voulait marquer fortement un coup d'arrêt à ces dérives et fait de Mikiel Anton Vassalli, le père de la langue maltaise, le principal responsable. Il est enfermé au fort Ricasoli, puis exilé à Salerne, faisant un exemple et contraignant ainsi au silence tous les frères de l'Ordre tentés par l'aventure.

### Convoitise des grandes puissances
Le royaume de Naples gardait toujours l'espoir de récupérer l'archipel en cas de départ de l'ordre de Saint-Jean de Jérusalem, mais l'île de Malte, une puissante forteresse au cœur même de la Méditerranée, était aussi la convoitise de toutes les puissances méditerranéennes.
Le 19 septembre 1760, la Couronne ottomane, vaisseau amiral, est prise aux Turcs par 71 esclaves chrétiens révoltés qui le mènent à Malte. Sur demande de la France en 1761,  le grand maître Pinto accepte de lui vendre le bâtiment pour que le roi de France puisse le rendre au Sultan. L'ordre de Saint-Jean de Jérusalem n'a plus la même opposition intransigeante vis-à-vis des infidèles.
En 1770, Catherine II avait demandé, sans résultat, l'aide de l'Ordre dans son action contre les Turcs en mer Égée où elle avait détruit la flotte turque à Tchesmé. En 1773, c'est l'ordre qui a besoin de la Russie depuis que celle-ci était devenue maîtresse d'une partie de la Pologne et donc d'une partie des commanderies du grand prieuré de Pologne. C'est une des raisons qui est à l'origine de l'élection de Ferdinand von Hompesch zu Bolheim comme grand maître.
En 1783, l'Angleterre perd l'île de Minorque et sa base navale. Même si elle garde l'escale de Livourne et ses entrepôts commerciaux, la flotte anglaise fréquente plus souvent le port de La Valette. L'île prend donc de plus en plus de valeur, Horatio Nelson la considère comme plus sûre que Gibraltar quand en 1794, lord Grenville, ministre des affaires étrangères, prend connaissance d'un mémorandum soulignant l'importance de l'île de Malte « en temps de paix, les grands docks de Malte pourraient être utiles au commerce britannique, les lazarets à ses marins. En temps de guerre, les rades de Malte assureraient une retraite aux bâtiments de Sa Majesté et faciliteraient l'attaque du commerce ennemi. »
La France avait une place prépondérante dans les relations de puissance à puissance avec l'ordre de Saint-Jean de Jérusalem. En 1780, 65 % des bateaux relâchant à Malte battent pavillon français loin devant ceux de Raguse, Naples, Venise, l'Angleterre, Malte, la Grèce, la Suède, Gênes et la Russie. La France avait au XVIIIe siècle le monopole de l'importation des produits manufacturés à Malte. Les grands maîtres Pinto et Rohan ont fait construire de grands dépôts par où transite tout le commerce méditerranéen : « les marchandises d'Orient - blé, maïs, dattes, figues, raisins secs, huile, coton, soie, lin, cuirs - ou d'Occident - tissus, quincaillerie, fers, armes, munitions. » Le 11 août 1790, les députés déclaraient à la Constituante : « la nation française trouverait peut-être moins d'avantages à la possession de cette île qu'à l'alliance qui unit les deux puissances. »

## Confrontation avec la Révolution française
Les bonnes relations de la France avec l'ordre de Saint-Jean de Jérusalem vont être mises à mal avec la Révolution. Dès les élections aux États généraux l'Ordre a dû prendre une position et le grand maître de Rohan fit valoir la souveraineté de l'Ordre pour ne pas siéger comme ordre religieux. Même si dans leur ensemble les frères de l'Ordre étaient plutôt opposés aux idées révolutionnaires certains seront élus députés comme les baillis Alexandre-Charles-Emmanuel de Crussol ou Jean-Baptiste Antoine de Flachslanden ou le chevalier Charles Masson d'Esclans.
Après la nuit du 4 août, l'ambassadeur de l'Ordre, le bailli de La Brillanne, demande à Louis XVI d'exclure l'Ordre de l'application des décrets, principalement la suppression des dîmes, mais il ne sera jamais donné suite à cette demande et le décret du 11 août lui est appliqué, malgré les protestations du chargé d'affaires, le chevalier d'Estournel, auprès du ministre des affaires étrangères le comte de Montmorin. Pour la période 1780/89 les revenus de l'Ordre étaient en moyenne de 1 316 000 livres par an dont environ 580 000 provenaient du royaume de France. Dès septembre 1789 les inquiétudes s'aggravent quand il fut question du séquestre des biens du clergé. Le nouvel ambassadeur de l'ordre, le bailli de Virieu, inonde le Roi, les ministres et les députés de mémoires faisant valoir les besoins militaires qui servaient aussi la France et le caractère souverain de l'Ordre qui ne participait pas aux assemblées générales du clergé. Il soulignait que ces mesures feraient perdre toute influence de la France à Malte principalement commerciale. Toutes les Chambres de Commerce des ports français appuyaient ces demandes et Michel Regnaud de Saint-Jean d'Angély obtient provisoirement la sauvegarde des biens de l'Ordre malgré l'opposition de Armand-Gaston Camus, un vieil adversaire des Hospitaliers. Sous la pression de Louis XVI, l'ordre de Saint-Jean de Jérusalem est alors considéré comme une puissance étrangère possessionnée en France. Tous les biens de l'Ordre sont alors soumis à toutes les contributions royales.
Mais l'Assemblée nationale n'abdique pas dans son opposition à l'Ordre. Ainsi le 30 juillet 1791, c'est la suppression des ordres de chevalerie. Il est alors interdit à tout Français, sous peine de perdre ses droits et même sa qualité de citoyen, de faire partie d'un ordre établi en pays étranger. Enfin le 19 septembre 1792, tous les biens de l'ordre de Saint-Jean de Jérusalem en France sont mis sous séquestre pour être vendus. Le grand maître de l'ordre de Saint-Jean de Jérusalem, Emmanuel de Rohan-Polduc entame de longues négociations avec la Convention qui de son côté recherche la préservation des intérêts commerciaux maritimes de la France. Pendant ce temps les succès militaires de l'armée républicaine en Italie y permettent aussi la confiscation des biens de l'Ordre. Si Rohan pense encore pouvoir préserver l'Ordre, les conventionnels envisagent maintenant la prise de l'archipel maltais en envoyant des agitateurs dès 1793. Avant, en octobre 1792, pendant la campagne d'Italie, une escadre aux ordres des amiraux Laurent Truguet et Latouche-Tréville, vient mouiller face à Malte, mais devant la mise en défense de la côte par le grand maître de Rohan, les bâtiments lèvent l'ancre sans autre action.
Le Directoire demande l'envoi à Malte d'un ministre pour représenter la France, Rohan refuse mais accepte la présence d'un agent consulaire en la personne de Jean-André Caruson. Sa résidence devient rapidement le lieu de cristallisation de toutes les oppositions. Les chevaliers des diverses langues du pays (d'Auvergne, de Provence, de France) sont partagés entre la fidélité ou l'opposition à l'Ordre, leur pays et les idées des lumières ou de la révolution. Les chevaliers des langues d'Aragon et de Castille s'élèvent contre l'augmentation des charges pour compenser les pertes françaises ou italiennes. Enfin les chevaliers des langues en guerre contre la République française apprécient peu la position des chevaliers acquis aux idées révolutionnaires.

### Campagne d'Égypte
C'est le Directoire qui décide du sort de l'ordre de Saint-Jean de Jérusalem et de Malte en même temps que de la campagne d'Égypte. Les directeurs font appel au général Bonaparte, déjà auréolé de succès, notamment grâce à la première campagne d'Italie. Le but de l'expédition est de gêner la puissance commerciale britannique, pour laquelle l'Égypte est une pièce importante sur la route des Indes orientales. L'Égypte est alors une province de l'empire ottoman soumise aux dissensions des mamelouks, elle échappe au contrôle étroit du sultan.
En France, la mode égyptienne bat son plein : les intellectuels pensent que l'Égypte est le berceau de la civilisation occidentale et que la France se devait d'apporter les Lumières au peuple égyptien. Enfin, les négociants français installés sur le Nil se plaignent des tracasseries causées par les mamelouks.
40 000 hommes de troupes de terre et 10 000 marins sont réunis dans les ports de la Méditerranée et un armement immense se prépare à Toulon : treize vaisseaux de ligne, quatorze frégates, quatre cents bâtiments sont équipés pour le transport de cette nombreuse armée. La grande flotte de Toulon avait reçu la participation des escadres de Gênes, de Civitavecchia et de Bastia ; elle est commandée par l'amiral Brueys et les contre-amiraux Villeneuve, du Chayla, Decrès et Ganteaume.
Le général en chef Bonaparte a sous ses ordres Dumas, Kléber, Desaix, Berthier, Caffarelli, Lannes, Damas, Murat, Andréossy, Belliard, Menou et Zajaczek, etc. Parmi ses aides de camp il a son frère Louis Bonaparte, Junot, Duroc, Eugène de Beauharnais, Thomas Prosper Jullien, le noble polonais Sulkowski. L'accompagne aussi le mathématicien Gaspard Monge.
Bonaparte arrive à Toulon le 9 mai 1798. Il loge chez l'ordonnateur Benoît Georges de Najac, chargé de préparer la flotte avec Vence. Dix jours après, au moment de s'embarquer, s'adressant particulièrement à ses braves de l'armée d'Italie, il leur dit : 
« Je promets à chaque soldat qu'au retour de cette expédition, il aura à sa disposition de quoi acheter six arpents de terre ».

### Prise de Malte
L'armée s'embarque pour se retrouver devant Malte. L'escadre de Civitavecchia (deux frégates et environ 70 bateaux de transport) avec Desaix, parti le 26 mai 1798, précède les autres en arrivant devant Malte le 6 juin. L'escadre de Gênes part le 7 mai, celle de Bastia le 15 mai, celle de Toulon le 19 mai, pour se retrouver le 27 mai et arriver devant Malte le 9 juin.
Déjà en février, une petite escadre française aux ordres de l'amiral Brueys avait demandé asile dans le grand port de La Valette pour faire des réparations ce qui lui permit d'évaluer les défenses de l'île. Mais cette fois-ci Bonaparte avait convaincu le Directoire : « L'île de Malte est pour nous, d'un intérêt majeur [...]. Cette petite île n'a pas de prix pour nous [...]. Si nous ne prenons point ce moyen, Malte tombera au pouvoir du roi de Naples. » Le général en chef de l'armée d'Orient avait obtenu l'autorisation de s'emparer de Malte pour empêcher une présence russe ou l'installation d'une base britannique si cela ne risquait pas de « compromette le succès des autres opérations dont il était chargé. »
Le grand maître Ferdinand von Hompesch zu Bolheim met l'île en défense avec Camille de Rohan et son conseil de guerre dont fait partie le commandeur Jean de Bosredon de Ransijat, secrétaire du trésor,. Il fallait à Bonaparte une bonne raison de faire débarquer ses troupes ; il savait que Malte accueillait tous les bâtiments pour faire aiguade (remplir les barriques d'eau) en vertu d'un traité de 1768 entre l'Ordre et, entre autres, la France, Naples, Espagne, mais seulement quatre bateaux à la fois. Desaix, se présente devant le port de Marsaxlokk et demande, le 10 juin 1798, l'autorisation de faire entrer huit bâtiments ensemble dans le port. Devant le refus de Ferdinand de Hompesch, Bonaparte a un prétexte pour de prendre l'île de force.
La défense de l'ouest de l'île est confiée au bailli Tommasi (70 ans) et l'est au bailli de Clugny (72 ans). Trois cent soixante-deux chevaliers, dont deux cent soixante Français, aidés de deux mille miliciens maltais, peu enclins au combat, devaient s'opposer à quinze mille Français débarquant à St Paul's Bay, Spinola Bay et Gozo à 10 heures du matin le 10 juin. Tommasi fait face avec des hommes sans arme, le bailli de la Tour du Pin-Montauban et 16 jeunes frères servent eux-mêmes les canons quand les troupes désertent, le vieux bailli de Tigné se fait porter sur les remparts malade et grabataire, la ville de Mdina signe sa reddition dès le 10 juin ; Vincenzo Barbara représente la république française, Gregorio Bonici  et le capitaine della Verga l'Ordre, contresigné par Salvador Manduca, Fernandino Teuma, Salvatore Tabone (jurés de la ville) et Romualdo Barbaro (représentant la population).
Von Hompesch reçoit au milieu de la nuit une délégation de notables maltais lui demandant de mettre fin aux hostilités pour éviter un massacre des chevaliers et aussi des maltais, mais celui-ci refuse espérant toujours l'intervention de la flotte anglaise. La délégation fait malgré tout parvenir à Bonaparte, certainement par l'intermédiaire de Bosredon, un message lui indiquant que l'île est prête à traiter. Une délégation française conduite par Junot, comportant le commandant Dolomieu (le contact de Bosredon) et Poussielgue, fait connaitre au grand maître les termes d'un accord, mais en demandant la suspension d'armes, le 11 juin, von Hompesch est encore convaincu que la souveraineté de l'Ordre sur Malte n'était pas en cause. Le fort Rohan « eu l'honneur de tirer le dernier coup de canon pour la défense de l'Ordre à Malte. » Les galères de l'Ordre firent honneur à leur réputation en engageant sérieusement le contre amiral Denis Decrès.
Devant cette victoire facile, Bonaparte devait déclarer que « les chevaliers ne firent rien de honteux, ils furent livrés » et, pour le général Casabianca, « il est fort heureux qu'il se soit trouvé quelqu'un ici pour nous ouvrir les portes de cette place ». Le bailli de la Tour du Pin-Montauban était quant à lui convaincu que les chevaliers francs-maçons allemands de l'entourage de von Hompesch étaient responsable de cette défaite. Il faut constater que le citoyen Matthieu Poussielgues, secrétaire de la légation française de Gênes, qui avait des parents à Malte en son cousin le consul de France Caruson, et était arrivé sur l'île en décembre 1797, peu après l'élection de von Hompesch, porteur d'une commission de Bonaparte, pour évaluer officiellement l'état du commerce français dans l'archipel et officieusement d'inspecter les défenses de l'île et de regrouper les partisans des Français, était partie liée à la négociation du traité comme « contrôleur de la trésorerie, chargé de régler les articles de la suspension d'armes » tout comme Jean de Bosredon de Ransijat qui signe le traité pour l'Ordre. Ils feront tous deux partie des commissions que Bonaparte mettra en place pour administrer l'archipel après son départ.

### Traité de reddition
Un traité de reddition est signé le 12 juin 1798 (24 prairial de l'an VI) à bord de L'Orient.
1. Les chevaliers de l'ordre de Saint-Jean de Jérusalem doivent remettre la ville et les forts de Malte à l'armée française. Ils renoncent à tous droits de souveraineté qu'ils ont dans la ville et sur les îles de Malte, Gozo et Comino, en faveur de l'armée française.
2. La république française se servira de son influence au congrès de Radstadt pour obtenir, pour la durée de vie du grand maître, d'une principauté égale à celle qu'il perd et, dans l'intervalle, elle s'engage à lui accorder une pension annuelle de 300 000 francs. En outre, il recevra une somme égale à deux ans d'une telle pension à titre d'indemnité pour sa maison. Il conservera tous les honneurs militaires dont il jouissait pour le moment où il va rester à Malte.
3. Les chevaliers français à Malte, dont l'état sera décidé par le général en chef, pourraient retourner dans leur pays et leur résidence à Malte serait considérée comme résidence en France.
4. La République française remettra une rente viagère de 700 francs aux chevaliers français à actuellement à Malte. Cette pension sera de 1 000 francs pour les chevaliers sexagénaires. La république française offre ses bons offices pour transmettre ce présent article auprès des républiques cisalpine, ligurienne, romaine et suisse pour les chevaliers de ces différentes nations.
5. La République française offre ses bons offices auprès des autres puissances européennes pour qu'elles délèguent aux chevaliers de leur nationalité l'exercice de leurs droits sur les propriétés de l'ordre de Malte situés dans leurs États.
6. Les chevaliers conserveront leurs propriétés dans les îles de Malte et de Gozo comme étant leur propriété privée.
7. Les habitants des îles de Malte et de Gozo continueront de bénéficier comme par le passé, de la libre pratique de la religion catholique, apostolique et romaine. Ils conserveront la propriété et les privilèges dont ils disposent ; aucune contribution extraordinaire sera imposée.
8. Tous les actes civils passés sous le gouvernement de l'Ordre seront valables et seront appliqués.

Signé par Bonaparte pour la république française, et par le commandeur Jean de Bosredon de Ransijat, le bailli de Turin Frisani, le chevalier Filipe de Amari pour l'ordre de Saint-Jean de Jérusalem, le baron Mario Testaferrata, les docteurs G. Nicole Muscat et Benedetto Schembri pour la population maltaise.
Les mêmes signent à la suite un document précisant les conditions militaires de reddition.
1. Aujourd'hui, le 24 prairial (12 juin), le fort Manoel, le fort Tigné, le château Saint-Angelo, les fortifications de Bormla, Cottonera, et la ville de Vittoriosa sont remis aux troupes françaises à midi.
2. Demain, le 25 prairial (13 juin), le fort Ricasoli, le château Saint-Elme, les fortifications de la ville de La Valette, celles de Floriana, et toutes les autres seront remis aux troupes françaises à midi.
3. Des officiers français se rendront aujourd'hui à 10 heures du matin aux ordres du grand-maître, afin de transmettre des instructions aux gouverneurs responsables des forts et des fortifications qui doivent être remis aux Français ; ils seront accompagnés par un officier maltais. Il y aura autant d'officiers qu'il y a de forts à être remis.
4. Les mêmes dispositions que ci-dessus seront suivies pour les forts et les fortifications qui doivent être remis demain aux Français.
5. L'artillerie, les dépôts, et les documents stratégiques seront remis en même temps que les fortifications.
6. Les troupes de l'ordre de Malte peuvent rester dans les casernes qu'ils occupent maintenant jusqu'à nouvel ordre.
7. L'amiral en chef de la flotte française va nommer un officier pour prendre en charge aujourd'hui, les navires, les galères, les navires de guerre, les dépôts, et autres auxiliaires navales appartenant à l'Ordre.

Ainsi la république française prend possession de l'archipel maltais, Bonaparte du trésor de l'ordre de Saint-Jean de Jérusalem pour un montant évalué à 3 millions de francs en or et en argent et les troupes françaises de 1 500 canons, 3 500 fusils, 1 500 caisses de poudre, 2 vaisseaux, 2 frégates et 4 galères.

## Organisation administrative
Bonaparte en bon organisateur nomme dès le 13 juin 1798 deux commissions et met en place 8 municipalités sur l'île de Malte et 2 pour Gozo.

### Commission de gouvernement
- Gouverneur militaire des îles
  - général Claude-Henri Belgrand de Vaubois
- Commissaire
  - Michel Regnaud de Saint-Jean d'Angély
- Président de la commission civile
  - commandeur Jean de Bosredon de Ransijat
- Secrétaire du commissaire
  - citoyen Coretterie
- Membres
  - Don Francesco Saverio Caruana, chanoine de la cathédrale
  - Baron Jean-François Dorell, juré de l'université
  - Docteur Vincenzo Caruana, secrétaire de l'archevêque et président du tribunal
  - Cristoforo Frendo, notaire
  - Benedetto Schembri, magistrat
  - Paolo Ciantar, marchand
  - Carlo Astor

### Commission des domaines
- Martthieu Poussielgue
- Jean-André Caruson
- Robert Roussel

### Municipalités
Municipalités sur l'île de Malte
- Mdina, Rabat et Dingli
  - Grégorio Bonici, président de la municipalité
  - Gaetano Vitale, notaire, secrétaire de la municipalité
  - Saverio Bernard, docteur en médecine
  - Joseph Bonnici, avocat
  - Paul Scriberras, agriculteur
  - Antonio Gionanni Pietro Vitale
- Żebbuġ
  - Stanislao L'Hoste, président de la municipalité
  - Joseph Brignone, notaire, secrétaire de la municipalité
  - Francesco Azzopardi, agriculteur
  - Gaetano Fournier, agriculteur
  - Luigi Briffa, agriculteur
  - Saverio Bonanno
- Qormi et Luqa
  - Stanislao Gatt, pharmacien, président de la municipalité
  - Joseph Casha, secrétaire de la municipalité
  - Luigi Saverio Grech, notaire, secrétaire pour Luqa
  - Emmanuele Micalef, docteur en médecine
  - Alberto Camilleri, agriculteur
  - Horace Ellul, agriculteur
- Naxxar, Mosta et Għargħur
  - Andrea Micallef, notaire, président de la municipalité
  - Giovanni Maria Borg, avocat, secrétaire de la municipalité
  - Francesco Falzon, docteur en médecine
  - Luigi Bezzina, avocat
  - Giovanni Gafa, avocat
  - Tommaso Chetcuti, avocat
- Birkirkara, Lija, Balzan et Attard
  - Luigi Caruana, notaire, président de la municipalité
  - Francesco Saverio Zarb, notaire, secrétaire de la municipalité
  - Joseph Attard, prêtre
  - Gregorio Gatt, agriculteur
  - Pietro Cammenzuli, agriculteur
  - Angelo Grech, agriculteur
- Siġġiewi, Qrendi et Mqabba
  - Michelangelo Azzopardi, docteur en médecine, président de la municipalité
  - Francesco Farrugia, secrétaire de la municipalité
  - Carmelo Saliba, agriculteur
  - Simone Spiteri, agriculteur
  - Giuseppe Magro, agriculteur
  - Nicolas Camilleri
- Żejtun, Żabbar, Għaxaq et Tarxien
  - Paolo Mallia, docteur en médecine, président de la municipalité
  - Gregorio Mifsud, notaire, secrétaire de la municipalité
  - Alessandro Zammit, docteur en médecine
  - Antonio Busuttil, agriculteur
  - Angelo Castagna, agriculteur
  - Giuseppe Montebello, agriculteur
- Żurrieq, Safi, Kirkop et Gudja
  - Gaetano Sajdon, docteur en médecine, président de la municipalité
  - Giovanni Battista Sajdon, secrétaire de la municipalité
  - Gaetano Dalli, agriculteur
  - Alessandro Damato, agriculteur
  - Giovanni Cassar, agriculteur
  - Filippo Castagna, agriculteur

Municipalités sur l'île de Gozo
- Rabat
  - Francesco Cassar, président de la municipalité
  - Giovanni Cassar, secrétaire de la municipalité
  - Saverio Busuttil
  - Giuseppe Bondi
  - Francesco Pace
  - Saverio Pace
- Xagħra
  - Vincenzo Cauchi, prêtre, président de la municipalité
  - Benigno Cutajar, secrétaire de la municipalité
  - Fortunato Grech, prêtre
  - Bartolomeo Busuttil
  - Giovanni Maria Sapiano
  - Francesco Attard